# Надєждіно (Зеленоградський район)
Надєждіно (рос. Надеждино) — селище Зеленоградського району, Калінінградської області Росії. Входить до складу Ковровського сільського поселення.
Населення — 22 особи (2015 рік).

## Населення
| 2002 | 2010 |
| ---- | ---- |
| 38   | ↘22  |